# Sophienhöhe
La Sophienhöhe (« colline de Sophie ») est la plus haute et la plus massive colline artificielle au monde. Elle est située sur la commune de Juliers (en allemand Jülich), entre Cologne et Aix-la-Chapelle, en Rhénanie-du-Nord-Westphalie.
Constituée de déblais d'extraction de la mine de lignite de Hambach, elle a été édifiée à partir de 1978. S'étendant sur près de 13 kilomètres carrés, elle culmine à 301 mètres d'altitude, soit environ deux cents mètres au-dessus du niveau moyen de la plaine environnante, et près de six cents mètres au-dessus du fond de la mine, situé à 293 mètres sous le niveau de la mer.

## Géographie

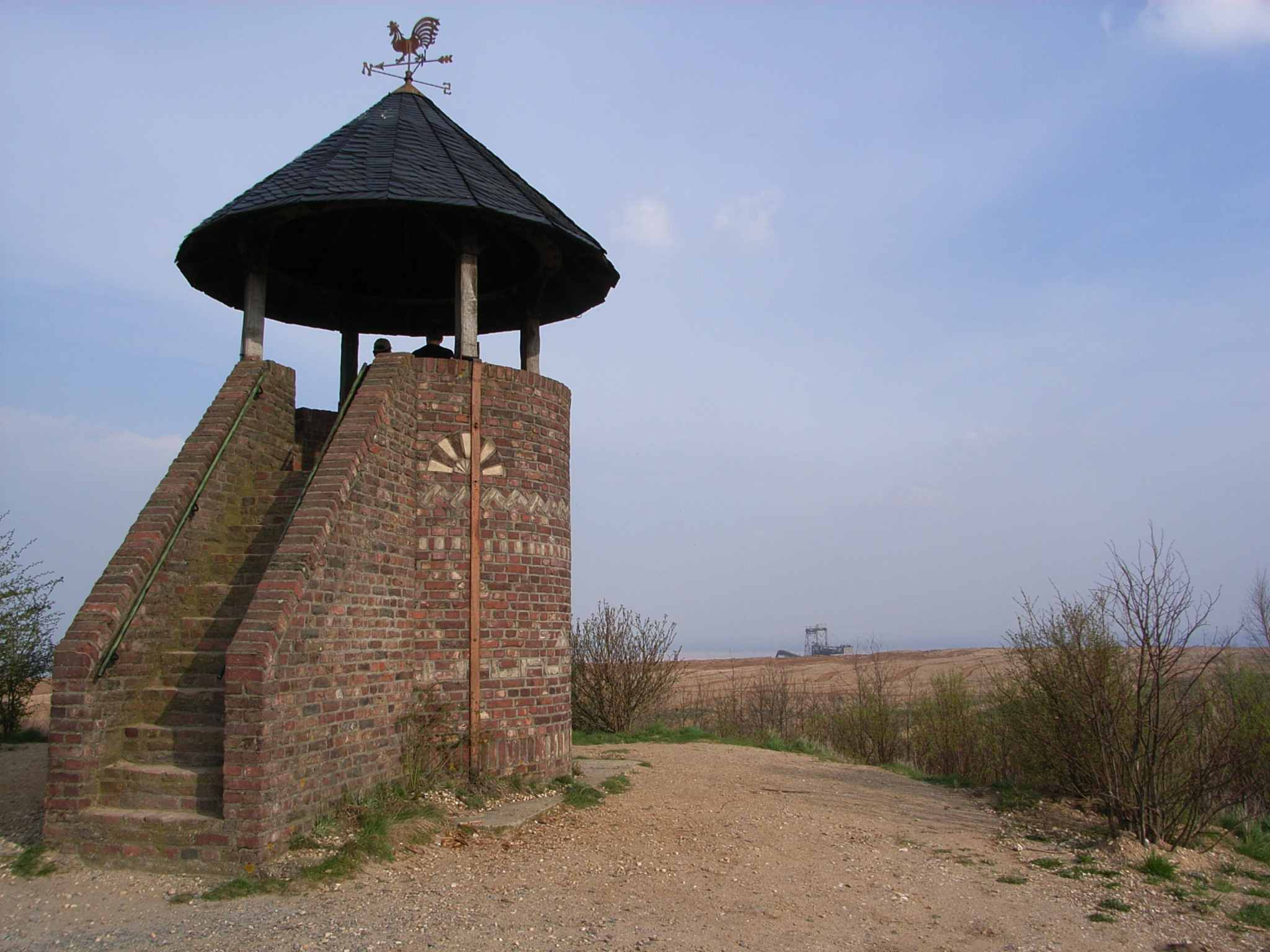
La tour des Romains, située au point culminant de la Sophienhöhe.

La Sophienhöhe, située au nord-ouest de la mine, est la plus massive et la plus haute colline artificielle du monde, couvrant une surface de 10 à 13 kilomètres carrés et culminant à 301 mètres d'altitude,.

## Histoire
L'édification de la Sophienhöhe commence en 1978, avec l'ouverture de la mine de lignite de Hambach, dont les déblais sont accumulés pour former la colline. Ces déblais représentaient déjà en 2008 un volume total estimé de 2,2 milliards de mètres cubes.
Au fur et à mesure que certaines parties du massif cessent de servir de dépôt, une restauration écologique est menée, avec notamment un boisement de la colline.